# 櫻花輸入法
櫻花輸入法，為使用大五碼電腦的使用者提供Windows 造字檔格式的日文字型。使用通用輸入法編輯工具編寫。需先安裝程式。其為日文輸入法，可以看到日文和輸入日文的平假名與片假名。由Roy Hu先生製作，分為“行政院版”和“中國海版”兩個不同的版本。使用該輸入法，能更新Windows的螢幕字型。原本看不到日文的流覽器在下載後能顯示日文。也可將日本網站的參考資料貼到臺灣的BBS站，不需重新編寫。
櫻花輸入法使用的是中國海字集。因為中國海字集在市場上的流通率較高，所以被廣泛應用，可是“行政院研考會”頒布的註腳與中國海字集立並不相容，所以櫻花輸入法有兩個版本。
需注意，如果對方沒有下載外軟體，似乎只會顯示亂碼。

## 行政院版
輸入法的“行政院版”加入的是“行政院研考會”頒布，《文書及檔案管理電腦化作業規範》所定義的一百八十個特殊字元。